# Pterobryon planifolium
Pterobryon planifolium là một loài Rêu trong họ Pterobryaceae. Loài này được (Hedw.) Mitt. miêu tả khoa học đầu tiên năm 1882.